# Stolica (radioodbiornik)

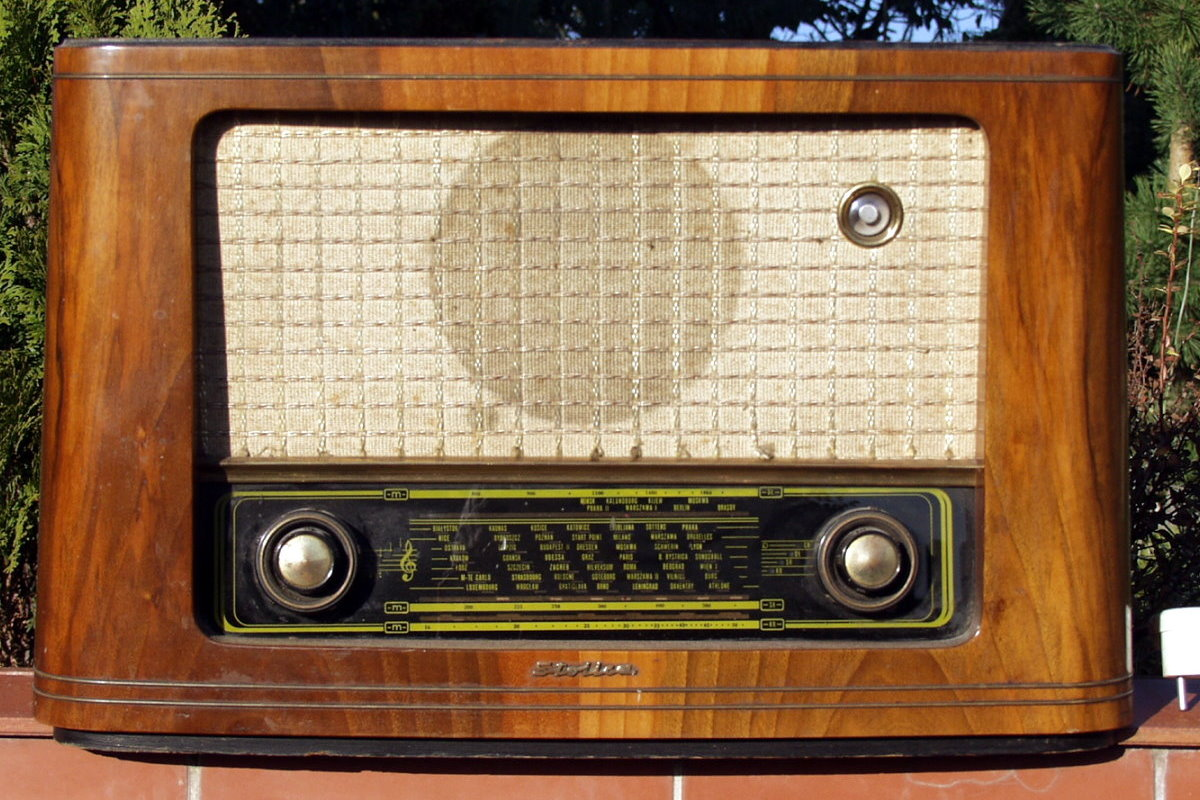

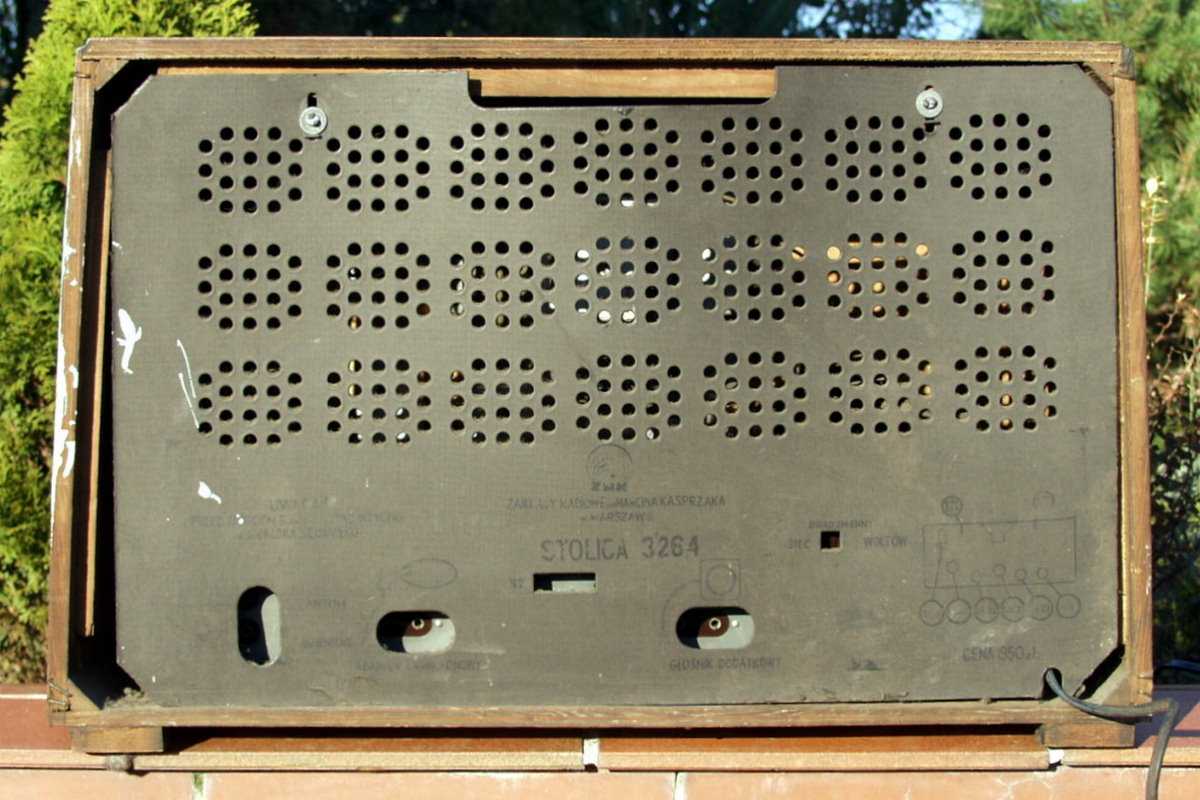

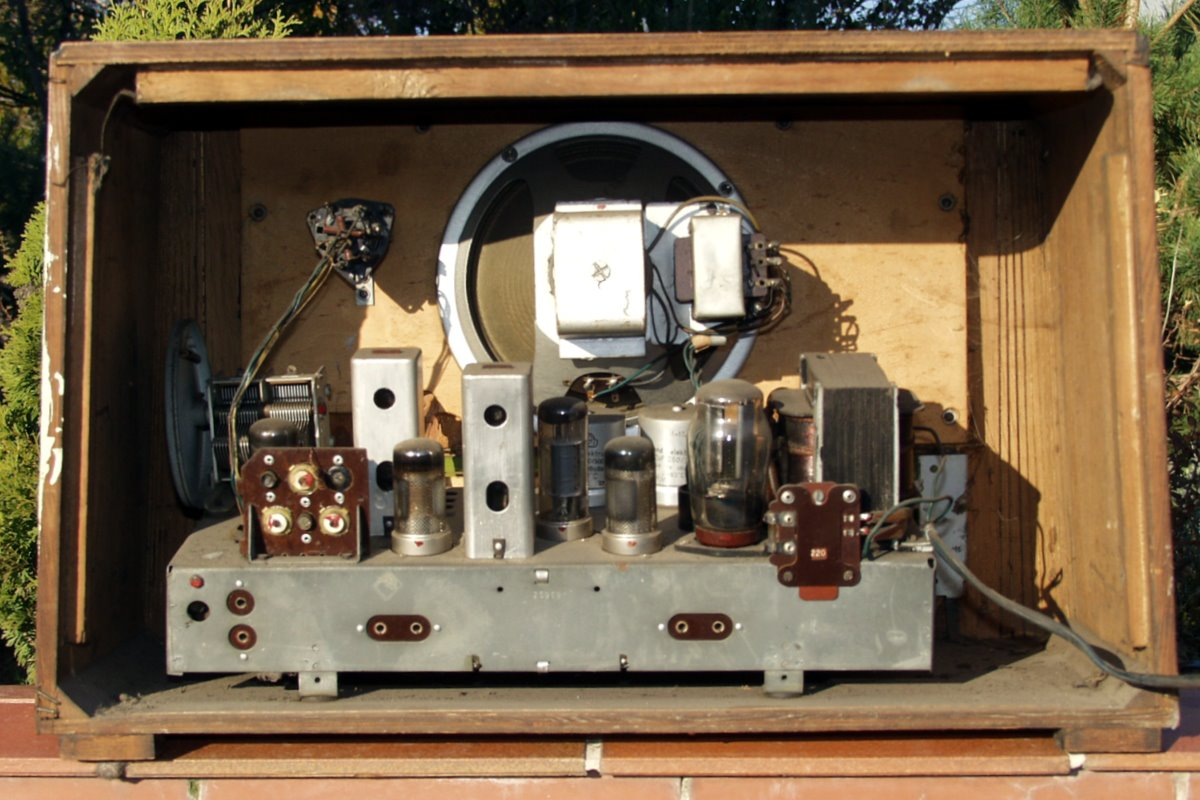

Stolica – radioodbiornik domowy w drewnianej obudowie. Zmodernizowana wersja pierwszego produktu ZRK – odbiornika Syrena z nieznacznie zmienionym układem elektrycznym. W odróżnieniu od Syreny, w Stolicy regulacja siły głosu oraz barwy tonu znalazły się w jednej osi. Barwa tonu pozostała nadal skokowa, czteropozycyjna. Podobnie na wspólnej osi umieszczono strojenie i przełącznik zakresów. Schemat ideowy zawiera sześć obwodów rezonansowych.

## Podstawowe parametry i właściwości
- układ elektryczny: superheterodyna
- lampy elektronowe: ECH21 (mieszacz i oscylator), 2xEF22 (wzmacniacz pośredniej częstotliwości oraz wzmacniacz małej częstotliwości), EBL21 (detektor i wzmacniacz mocy małej częstotliwości), AZ1 (prostownik pełnookresowy), EM4 (elektronowy wskaźnik dostrojenia, zwany też okiem magicznym)[1]
- zakresy fal: Długie, Średnie, Krótkie
- zasilanie: napięcie przemienne 220 V lub 125 V
- elementy regulacyjne:
  - potencjometr siły głosu z wyłącznikiem (lewa gałka wewn.), regulacja barwy tonu (lewa gałka zewn.)
  - przełącznik zakresów (prawa gałka wewnętrzna), strojenie (prawa gałka zewnętrzna)
- gniazda:
  - antena i uziemienie
  - gramofon
- głośnik dodatkowy
- wymiary: 580 × 370 × 250 mm
- ciężar: ok. 12 kg
- lata produkcji: 1955-59

Prezentowane zdjęcia pochodzą z modelu 3264. Ciemna, okrągła plama na osłonie głośnika świadczy o tym, że radio było intensywnie użytkowane oraz że płótno na głośniku nie było prane ani czyszczone.